# Gibellula pulchra
Gibellula pulchra är en svampart som beskrevs av Cavara 1894. Gibellula pulchra ingår i släktet Gibellula och familjen Cordycipitaceae.   Inga underarter finns listade i Catalogue of Life.